# Werewolves of London
Werewolves of London est un jeu vidéo d'action-aventure développé par Viz Design, édité par Ariolasoft, et sorti en 1987 sur Amstrad CPC, Commodore 64 et ZX Spectrum.